# Aryabhata
Aryabhata, född i Pataliputra år 476, död 550, var en känd indisk astronom och matematiker. Endast 23 år gammal publicerade han en astronomisk avhandling om 118 sanskritverser, i avsikt att summera tidens vediska matematikkunnande. Aryabhatiya, som skriften kallades, skulle bli en av de mest briljanta bedrifterna i matematikens historia med långtgående återverkningar såväl i öst som väst. Tidiga arabiska forskare som studerade Aryabhata kallade honom Ardshabahr.

## Astronomi
Aryabhatiya innehåller en teori, där jorden kretsar runt sin egen axel och han bestämde korrekt jordens axiella rotation. Möjligen inspirerad av Yajnavalkya lade han också fram en heliocentrisk gravitationsteori, som föregick Kopernikus med nästan 1 000 år. Aryabhata slöt sig till att planetbanorna var elliptiska och kom med en giltig förklaring på sol- och månförmörkelser.

## Matematik
Aryabhatas studier i algebra och trigonometri, som lade grunden till differential- och integralkalkylen, influerade europeiska matematiker 1 000 år senare, när hans texter översattes till europeiska språk från 700-talets arabiska översättningar av sanskritoriginalen. Han beräknade värdet av pi till 3,1416, men han gjorde också felaktiga beräkningar av tetraederns och klotets volym. Aryabhatas framställning av att dra ut kvadratroten och kubikroten förutsätter att dagens talsystem användes.
Den som närmast kom att följa i Aryabhatas spår var Brahmagupta.

## Utmärkelser
Nedslagskratern Aryabhata på månen är uppkallad efter honom.